# Morennaya Hill
Morennaya Hill (russisch Зопка Моренная Sopka Morennaja, deutsch ‚Moränenhügel‘) ist ein 40 m hoher Hügel an der Küste des ostantarktischen Königin-Marie-Lands. Er ragt 1,5 km südlich des Mabus Point auf.
Teilnehmer der Australasiatischen Antarktisexpedition (1911–1914) unter der Leitung des australischen Polarforschers Douglas Mawson entdeckten und kartierten ihn. Wissenschaftler einer sowjetischen Expedition nahmen 1956 eine neuerliche Kartierung und die Benennung vor. Das Advisory Committee on Antarctic Names übertrug die russische Benennung im Jahr 1961 ins Englische.